# یونیون (اورگن)
یونیون (به انگلیسی: Union) شهری در شهرستان جکسون ایالت اورگن است و در سرشماری سال ۲۰۱۱ میلادی، ۲٬۱۳۱ نفر جمعیت داشته که نسبت به سال ۲۰۱۰، ۰٫۹ درصد رشد جمعیت داشته‌است.

## موقعیت جغرافیایی
موقعیت جغرافیایی شهرها و مناطق اطراف به شرح زیر است: